# بعد الحفل الراقص (فلم 1932)
بعد الحفل الراقص (بالإنجليزية: After the Ball) هو فيلم كوميدي رومانسي أمريكي بريطاني تم إنتاجه عام 1932 من إخراج ميلتون روسمر وبطولة استير رالستون، ماري بورك، باسل راثبون وتم التصوير في استوديوهات ليم جروف في غرب لندن.

## طاقم التمثيل
- إستر رالستون بدور إليسا سترينج
- باسيل راثبون بدور جاك هاروبي
- ماري بيرك بدور لافيتا
- جان أدريان بدور فيكتورين
- جورج كيرزون بدور بيتر سترينج
- كليفورد هيذرلي بدور ألبويرا

## روابط خارجية
- مقالات تستعمل روابط فنية بلا صلة مع ويكي بيانات